# Henri-Victor Vallois
Henri-Victor Vallois (Nancy, 11 de abril de 1889 &nsdp; Paris, 27 de agosto de 1981) foi um paleontólogo e antropólogo físico francês.

## Biografia
Henri-Victor Vallois nasceu em 11 de abril de 1889 em Nancy. Adquiriu doutorado em medicina em 1914, tornando-se professor na Universidade Paul Sabatier em Toulouse, e em ciências naturais em 1922. Em 1941, tornou-se décimo-quinto professor de antropologia (portanto sucesso de De Quatrefages) e diretor do laboratório no Museu Nacional de História Nacional. Sua direção foi marcada por um grande período de enriquecimento da coleção do Museu. Vallois se especializou em paleoantropologia, especialmente do Mesolítico e Epipaleolítico, preocupando-se especialmente com a origem do homem. Faleceu em Paris em 27 de agosto de 1981.